# Ardisia fortis
Ardisia fortis är en viveväxtart som beskrevs av Carl Christian Mez. Ardisia fortis ingår i släktet Ardisia och familjen viveväxter. Inga underarter finns listade i Catalogue of Life.